# USS Shakamaxon (1863)
USS Shakamaxon – dwuwieżowy monitor typu Kalamazoo. Zaprojektowany przez Benjamina F. Delano. Okręt został zamówiony 4 listopada 1863. Jego stępkę położono w Philadelphia Naval Shipyard przed końcem tego roku. Okręt był nadal w fazie budowy na pochylni gdy wojna secesyjna zakończyła się. Prace nad jednostką zostały zakończone 30 listopada 1865. Monitor został przemianowany na "Hecla" 15 czerwca 1869 i ponownie przemianowany na "Nebraska" 10 sierpnia 1869. Zaprojektowany do budowy w stoczni US Navy, które nie miały odpowiednich pomieszczeń do budowy, został zbudowany ze źle przesezonowanego drzewna i pozostawiony niezabezpieczony. Kadłub jednostki zaczął gnić gdy znajdował się jeszcze na pochylni i został rozebrany na miejscu budowy pomiędzy styczniem 1874 i marcem 1875.